# Samuel Alexander Kinnier Wilson

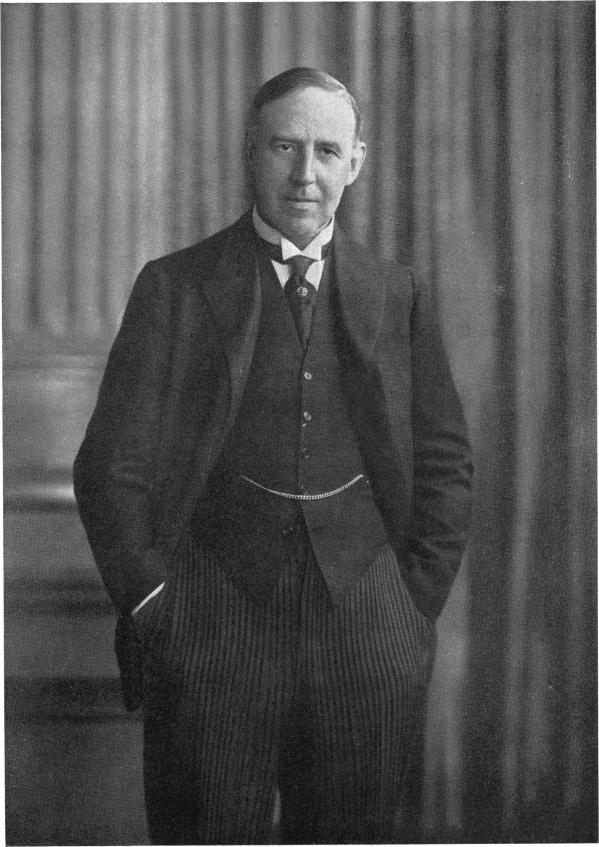
S. A. Kinnier Wilson

Samuel Alexander Kinnier Wilson (ur. 6 grudnia 1878 w Cedarville, zm. 12 maja 1937 w Londynie) – brytyjski neurolog. 
Urodził się w Cedarville w New Jersey; rok później zmarł jego ojciec, wielebny James Kinnier Wilson. Rodzina przeniosła się wówczas do Edynburga. 
Wilson uczył się w George Watson's College. W 1902 roku otrzymał tytuł M.B. na Uniwersytecie Edynburskim, rok później B.Sc. z fizjologii. Następnie wyjechał do Paryża, gdzie uczył się u Pierre'a Mariego (1853-1940) i Józefa Babińskiego (1857-1932). W 1905 roku przeniósł się do Londynu i praktykował w National Hospital, Queens Square. Ostatecznie został profesorem neurologii w King's College Hospital. Zmarł na nowotwór w 1937 roku, w wieku 59 lat.
W swojej dysertacji doktorskiej przedstawił opis objawów choroby, znanej dziś na jego cześć chorobą Wilsona. On sam preferował określenie "Kinnier Wilson Disease". W tej samej pracy jako pierwszy stosował określenie "pozapiramidowy". Założył czasopismo "Journal of Neurology and Psychopathology". 
Wilson znany był ze specyficznego poczucia humoru. Swoje doświadczenie lekarskie streścił w pięciu wskazówkach:
1. Nigdy nie okazuj zdziwienia
2. Nigdy nie mów pacjentowi tej samej rzeczy dwa razy
3. Nigdy nie wierz w to, co pacjent mówi lekarzowi
4. Bądź zdecydowany w swoim niezdecydowaniu
5. Nigdy nie jedz razem z pacjentem.

Był zamiłowanym golfistą (leworęcznym), w czasie wolnym pielęgnował też ogród i podróżował.

## Wybrane prace
- Progressive lenticular degeneratio. A familial nervous disease associated with cirrhosis of the liver. Brain, Oxford, 1912, 34: 295-507.
- Über progressive lenticulare Degeneration. Handbuch der Neurologie, vol. 5; Berlin, 1914.
- Some problems in neurology. No. 2. Pathological laughing and crying. Journal of Neurology and Psychopathology, 1922, 3: 134-139.
- Modern Problems in Neurology. Londyn, 1928.